# Weichs’scher Hof

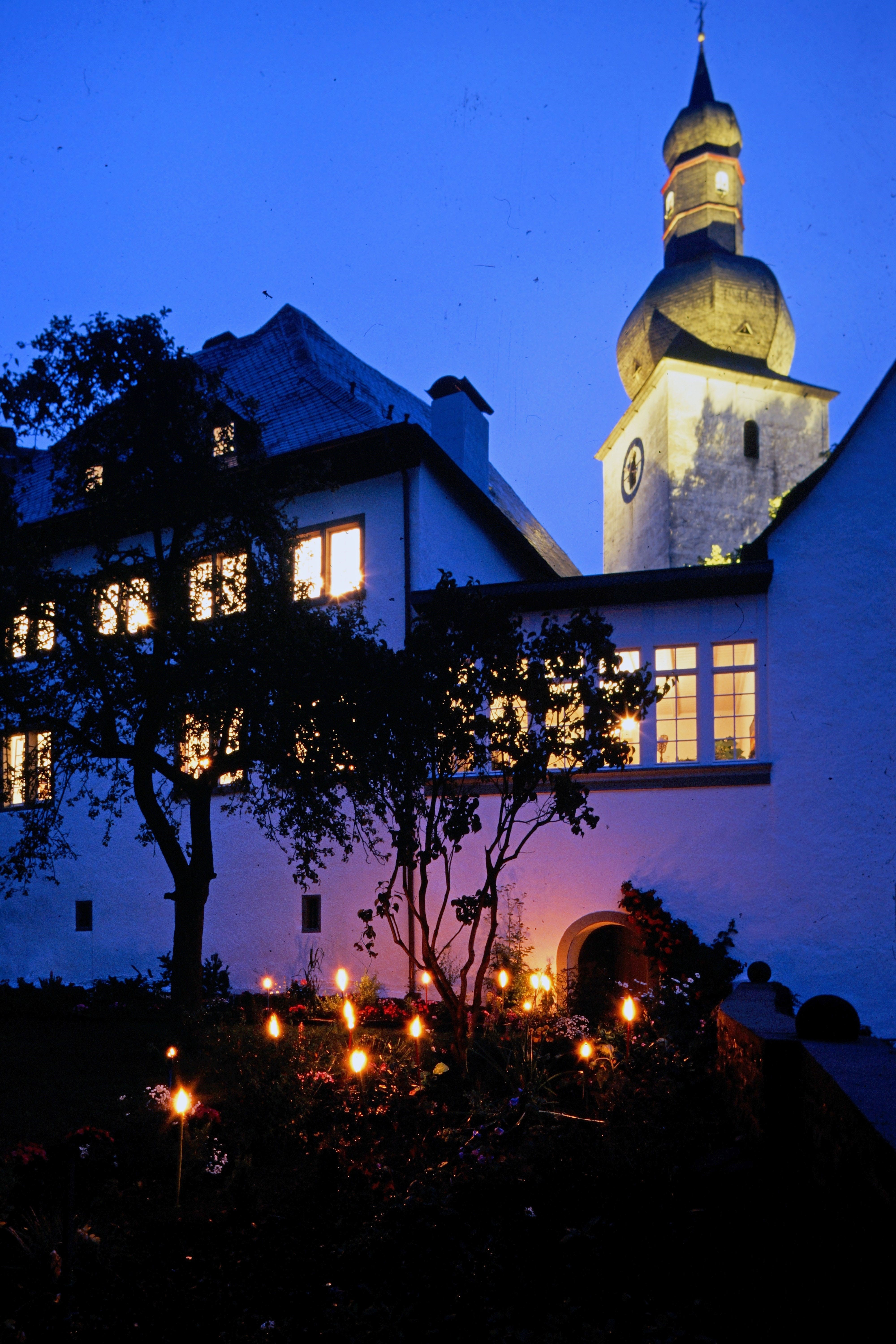
Bei Nacht von der Gartenseite

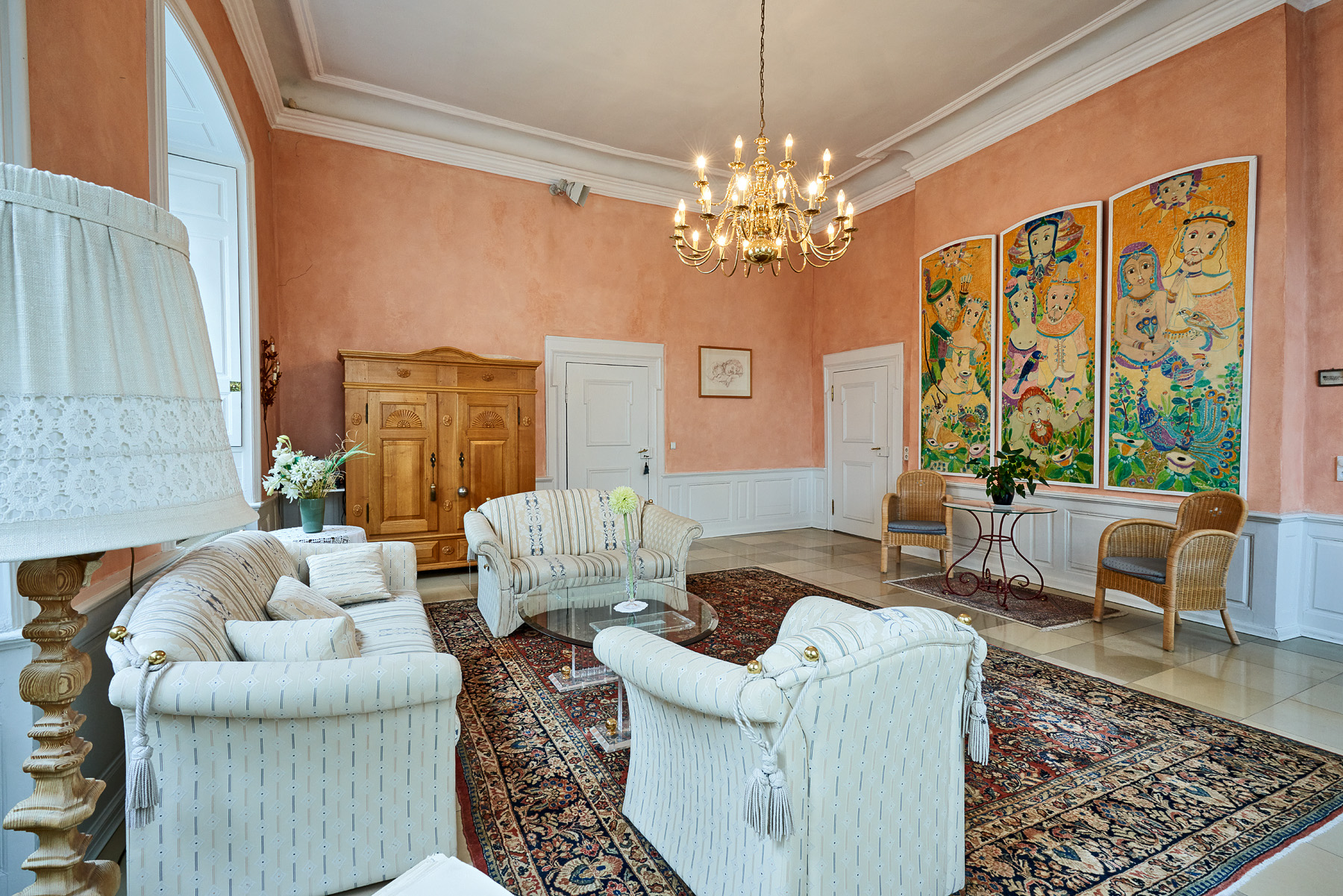
Peer-Gynt Raum

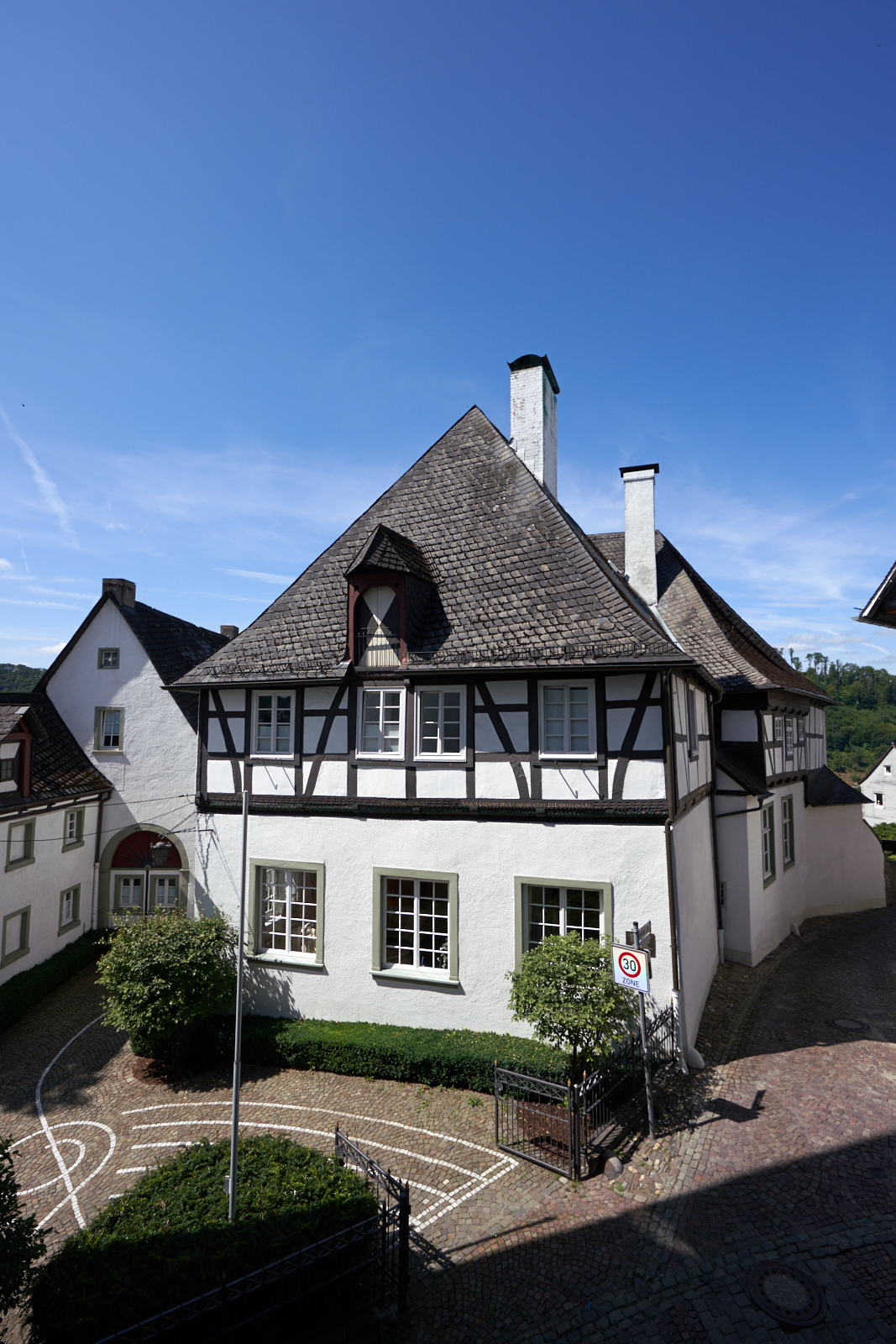
Straßenfront des Weichs’schen Hofes

Der Weichs’sche Hof ist ein repräsentatives adeliges Wohnhaus in der Altstadt von Arnsberg. Benannt ist er nach der Familie von Weichs, die das Gebäude als Stadtsitz nutzte.

## Beschreibung
Das Gebäude liegt unmittelbar hinter dem Glockenturm. Es wurde in seiner jetzigen Form nach dem Stadtbrand von 1600 erbaut. Das Gebäude geht auf weit ältere Vorläufer zurück. Teile des ältesten Mauerwerks stammen aus dem Hochmittelalter. Das Kellergeschoss verfügt über Schießscharten. Dies weist auf eine Zeit vor der Entstehung der Unterstadt hin, als der Vorläufer des Hauses Teil der Verteidigung der heutigen Oberstadt war.
Das Erdgeschoss im Vordergebäude ist aus Stein, während das Obergeschoss in Fachwerk ausgeführt ist. Das Walmdach hat zur Straßenseite ein Kranhäuschen. Zwischen Erdgeschoss und Obergeschoss befindet sich die Inschrift “PAX INTRANTIBUS SALUS EXEVNTIBUS ANNO 1601 DIE XXIII, IVLII” (deutsch: „Friede den Eintretenden – Glück den Scheidenden; im Jahr 1601, den 23. Juli“). In einer weiteren Inschrift wird der Schutz Jesu vor Pest, Hunger, Krieg und Feuer erfleht (“A PESTE, FAME, BELLO, ET INCENDO, LIBERA NOS, DOMINE, JESUV, SALVATOR, NOSTER.”) An der südlichen Traufseite befinden sich Ankerzahlen mit dem Datum 1675, dass auf einen Umbau oder ähnliches zu dieser Zeit hindeutet. Über dem barocken Eingangsportal mit gekröpften Gewänderprofilen und Oberlicht ist eine bemalte gusseiserne Ofenplatte mit einem Westfalenpferd und der Jahresangabe 1768 befestigt.
Hinter der Eingangstür befindet sich eine große Diele, die von einem Treppenhaus aus dunklem Holz beherrscht wird. Auf beiden Seiten des Eingangsbereichs liegen repräsentative Räume, die bis zu 4,5 m hoch sind. Erhalten sind die alten Böden, Wandschränke und vier von ursprünglich neun Feuerstätten. Die Türen und Türstöcke sind bis zu 400 Jahre alt. Auch Teile der historischen Küche mit einer Feuerstelle aus Backstein sind erhalten. Eines der repräsentativen Zimmer diente für Audienzen. Es wird von einem Kamin beherrscht und weist Stuckdecken und große Sprossenfenster auf.
Ursprünglich lag der Hauptzugang in der Gartenfassade. Erst später wurde er Eingang an die heutige Stelle verlegt. Ein Wintergarten nach Südwesten wurde 1890 angebaut.
Das Hinterhaus weist ebenfalls ein massives Erdgeschoss auf. An der Westwand gibt es noch Steinpfostenfenster. Auch beim Hinterhaus besteht das Obergeschoss aus Fachwerk. Dieses enthält teilweise geschnitzte Füllhölzer.
Südlich von diesen Gebäuden durch einen kleinen Zwischenbau verbunden, befindet sich das so genannte Tempelhaus. Einer der Besitzer, Dietrich Gaudenz von Dücker, hatte versucht dieses abreißen zu lassen, um dort eine Scheune zu errichten, konnte sich aber gegen den Magistrat nicht durchsetzen. Dieser argumentierte, dass dort „allzeit ein absönderlichs bürgerliches Wohnhaus gewesen sei“. Der Torbogen trägt die Jahreszahl 1675, was auf Umbauarbeiten zur Zeit Dückers hindeutet.
Der parkartige Garten ist etwa 2500 m² groß und wurde wegen der starken Hanglage terrassenförmig angelegt. Es gibt eine größere und eine kleine Ebene. In dem kleineren Bereich gab es früher wohl einen Kräutergarten. Unter den Terrassen befinden sich noch Gewölbe.

## Geschichte
Über die Anfänge des Hauses und seine ersten Besitzer ist nichts Näheres bekannt. In einer lateinischen Inschrift wird mitgeteilt, dass Georg Morch, der hochberühmten, verehrungswürdigen, Herrn Kurfürsten kölnischer Rat, Bürgermeister zu Arnsberg und Anna Wiedenbrück, dieses Haus im Jahre des Heils 1638 im August, wieder hergestellt haben. Später war der Komplex im Besitz des Oberkellners Dietrich Gaudenz von Dücker, ehe es in den Besitz der Familie von Weichs überging. Diese besaßen ihn spätestens seit dem 18. Jahrhundert. Dort wohnte unter anderem der letzte kurfürstliche Landdrost Clemens August von Weichs.
Auf der Stadtansicht von Rudolf von Essl von 1669 ist das Haus wie andere bemerkenswerte Gebäude der Stadt unverhältnismäßig groß dargestellt. In dem Haus lebte Ende des 19. Jahrhunderts der spätere Reichskanzler Georg Michaelis, der damals als Oberregierungsrat an der Regierung Arnsberg tätig war. Zur Erinnerung an die Geburt seines Sohnes pflanzte Michaelis auf dem Vorhof des Anwesens eine Linde, die noch heute dort steht. Später lebte in dem Haus unter anderem die jüdische Familie Steinmann.
Das Gebäude war bis 1990 im Besitz der Familie von Weichs und wurde zu Wohnzwecken vermietet, ehe es verkauft wurde. Nach einem zeitweisen Leerstand wurde es von neuen Eigentümern erworben, die den gesamten Komplex aufwändig und denkmalgerecht sanierten. Es diente zeitweise als private Musikakademie und Teile des Obergeschosses wurden für die Bedürfnisse von Musikaufführungen umgebaut. Heute dient es zu Wohnzwecken.